# SIP Animation
SIP Animation (також відома як Saban International Paris до 2002 року) створена в 1977 році французька  анімаційна студія, та колишня дочірня компанія Saban Entertainment. До закриття в 2009 році компанія випустила більше ніж 780 півгодинних серій телепродукції.

## Історія
Saban International Paris  була заснована у Франції Хаїмом Сабаном and Жаклін Торджман як студія звукозапису в 1977 році. В 1989 році Saban International Paris змінила діяльність на виготовлення анімаційної продукції. Студією було виготовлено багато анімаційних серіалів для Fox Kids Europe в 1990-х та 2000-х роках. Хаїм Сабан відокремив компанію від Fox Family Worldwide в 2001 році, та змінив назву на SIP Animation 1 жовтня 2002 року для збереження компанії від поглинення компанією The Walt Disney Company. В 2000-х SIP продовжувало брати участь у виготовленні анімаційних серіалів для Jetix Europe (попередня назва Fox Kids Europe).
SIP Animation було закрито у 2009 році. 
Права на більшість телепродукції SIP Animation, виробленої за часів, коли компанія була частиною Saban Entertainment належать дочірній компанії  Disney BVS Entertainment.
Телепродукція вироблена у співпраці з анімаційною студією CinéGroupe залишається в їх каталогах та розповсюджується через компанію-партнера HG Distribution.

## Вибраний список телепродукції

### Saban International Paris
- Пригоди маленької русалоньки / Saban's Adventures of the Little Mermaid (1991, у співпраці з Antenne 2, Hexatel, Fuji TV and Fuji Eight Co., Ltd.)
- Сім'я Чому / Saban's The Why Why Family (1995–1998, у співпраці з France 3 and ARD/Degeto)
- Пригоди Олівера Твіста / Saban's Adventures of Oliver Twist (1996–1997)
- Принцеса Сіссі / Saban's Princess Sissi (1997–1998, у співпраці з CinéGroupe, France 3, RAI, Ventura Film Distributors B.V. and Créativité et Développement)
- Волтер Мелон / Walter Melon (1998–1999, у співпраці з France 2, ARD/Degeto and Scottish Television Enterprises)
- Вуншпунш / Wunschpunsch (2000, у співпраці з CinéGroupe, Société Radio-Canada, Ventura Film Distributors B.V. and TF1)
- Дияволік / Saban's Diabolik (2000–2001, co-production with M6, Ashi Productions and Mediaset S.p.A.)
- Джим Ґудзик і машиніст Лукас / Jim Button and Luke the Engine Driver (2000–2001, у співпраці з CinéGroupe, Westdeutscher Rundfunk, Ventura Film Distributors B.V., TF1, ARD/Degeto and Thomas Haffa/EM.TV)

### Як SIP Animation
- Інспектор Гаджет та Гаджетіни / Gadget & the Gadgetinis (2002–2003, Fox Kids Europe, DiC Entertainment, M6, Channel 5 (UK) та Mediatrade S.P.A.)
- Що з Енді? / What's with Andy? (2003–2004, у співпраці з  CinéGroupe та Fox Kids Europe) (2-й сезон)
- Сімейка Тофу / The Tofus  (2004–2005, у співпраці з CinéGroupe)
- W.I.T.C.H. (2004–2006, co-production with The Walt Disney Company, in association with Jetix Europe)
- A.T.O.M. – Alpha Teens on Machines (2005–2006, co-production with Jetix Europe)